# Jordy Caicedo
Jordy Josué Caicedo Medina (ur. 18 listopada 1997 w Machali) – ekwadorski piłkarz występujący na pozycji napastnika, reprezentant Ekwadoru, od 2024 roku zawodnik hiszpańskiego Sportingu Gijón.